# حلزون نفیر سگی
حلزون نفیر سگی (نام علمی: Nucella lapillus) نام یک گونه از تیره حلزون‌های خاردار است.